# Система електронних платежів Національного банку України
Систе́ма електро́нних платежі́в Націона́льного ба́нку Украї́ни (СЕП) — загальнодержавна платіжна система, яка створена Національним банком України і забезпечує здійснення розрахунків із застосуванням електронних засобів приймання, оброблення, передавання та захисту інформації. Учасниками системи міжбанківських розрахунків Національного банку України можуть бути банки-резиденти, Державна казначейська служба України та інші суб'єкти, визначені законодавством, за умови дотримання вимог, встановлених Національним банком України. СЕП створено в 1993 році. Перші платежі через СЕП пройшли 5 серпня 1993 року. З 01 січня 1994 року в Україні повністю скасовані паперові та телеграфні авізо у міжбанківських розрахунках. СЕП у 2022 році не дивлячись на повномасштабну війну працювала безперебійно. У 2022 році через СЕП здійснено майже 363 млн платежів на суму 133 трлн грн (у 2021 році — 446 млн платежів на суму 57 трлн грн).  У середньому в день СЕП обробляє 1,3 млн платежів на суму майже 700 млрд грн.

## Про систему
Система електронних платежів — є складним та унікальним програмно-технічним комплексом, розробленим фахівцями Національного банку України і є його власністю, вона забезпечує розрахунки в національній валюті України. СЕП базується на повністю безпаперовій технології та передаванні електронних повідомлень через власну телекомунікаційну систему Національного банку.
СЕП забезпечує високий рівень безпеки та надійності переказу коштів між банками та обслуговує 97 % міжбанківських платежів у державі, тому вона визнана системно важливою платіжною системою України.
СЕП — єдина системно важлива державна платіжна система класу RTGS (валові розрахунки у режимі реального часу за міжнародною класифікацією), яка в реальному часі забезпечує як розрахунки на великі суми, так і роздрібні міжбанківські платежі клієнтів банків.
Національний банк України є не тільки власником, а  й оператором СЕП, забезпечує розроблення, удосконалення та експлуатацію програмно-технічних комплексів системи та засобів захисту інформації, розробляє відповідну нормативну базу. НБУ гарантує надійність і безпеку СЕП. НБУ відповідає за нагляд над платіжною системою.
З 1 квітня 2023 року запрацювало нове покоління системи (версія СЕП 4.0), яке дає можливість здійснювати електронні платежі ще швидше, зручніше та безпечніше. Це стало однією з найбільших міграцій, яку будь-коли здійснювали фінансові установи України, і, крім того, потужним поштовхом для майбутнього розвитку і модернізації інформаційних систем українських банків та фінансових установ. Відтепер система функціонує на базі міжнародного стандарту ISO 20022.
Порядок функціонування системи електронних платежів Національного банку України, прийняття і виключення з її членів, проведення переказу за допомогою цієї системи та інші питання, пов'язані з діяльністю системи електронних платежів Національного банку України, визначаються Національним банком України.
Необхідною умовою для проведення переказу через систему електронних платежів Національного банку України є встановлення банком кореспондентських відносин з Національним банком України шляхом відкриття кореспондентського рахунку в Національному банку України.

## Розвиток системи
Національний банк України постійно приділяє особливу увагу розвитку СЕП, упровадженню нових механізмів та засобів для задоволення потреб учасників фінансового ринку та їхніх клієнтів.
Після модернізації системи шляхом впровадження нового покоління СЕП версії 4.0 (міжнародний стандарт ISO 20022) з 1 квітня 2023 року, планується подальший розвиток.
Наразі Національний банк працює над упровадженням версії системи СЕП 4.1 з функціоналом миттєвих платежів, який є логічним продовженням розвитку СЕП, зокрема впровадженого режиму роботи 24/7. Початок тестування цього функціоналу заплановано на жовтень 2023 року. В наступних версіях СЕП розглядається впровадження зокрема мультивалютності, трекінг-сервісу для платежів, сервісу оцінки ризику платіжної операції тощо.

## Джерело
- Інструкція про міжбанківські розрахунки в Україні